# Der Ort des Terrors

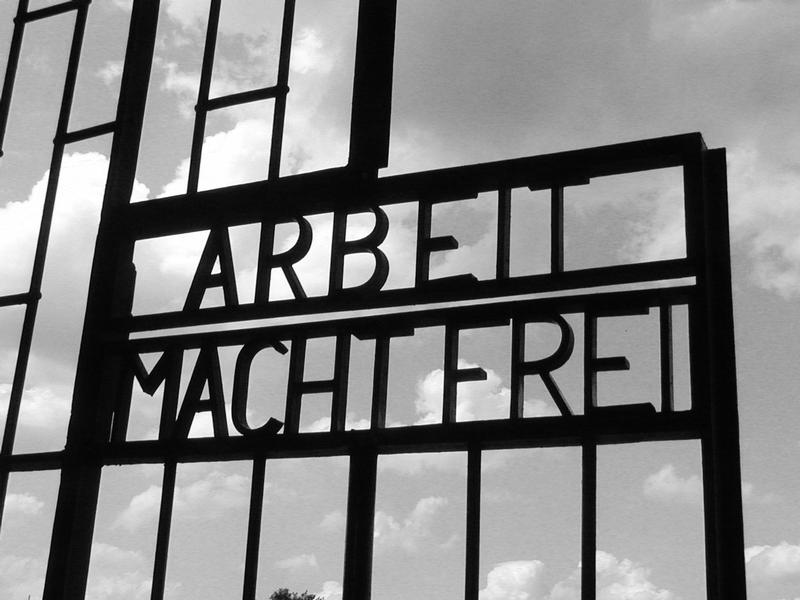
Sachsenhausen.

Der Ort des Terrors. Geschichte der nationalsozialistischen Konzentrationslager (svenska: Terrorns plats. De nationalsocialistiska koncentrationslägrens historia) är ett tyskt referens- och uppslagsverk om de nazistiska koncentrationslägren. Det omfattar nio band och gavs ut mellan 2005 och 2009. Huvudredaktörer är historikerna Wolfgang Benz och Barbara Distel.
De nio böckerna bygger på den forskning om koncentrationslägren som bedrivits i Tyskland sedan 1990-talet; tidigare outforskade dokument har granskats, material från bland annat sovjetiska arkiv har blivit tillgängliga och närstudier av enskilda läger har genomförts. Der Ort des Terrors ger ny kunskap och omfattande fakta om lägersystemet i sin helhet och om platsspecifika särdrag. Redaktörerna har valt att inte bara behandla koncentrationslägren som tillhörde det centralstyrda lägersystemet utan även förintelselägren (band 8) och den mängd olika tvångsarbetsläger som nazisterna också inrättade i Tyska riket och i Serbien, Kroatien, Italien, Frankrike,  Norge, Danmark, Transnistrien och Vitryssland (band 9).
De nio delarna har följande titlar och innehåll:
1. Die Organisation des Terrors. (Terrorns organisation)
2. Frühe Lager. Dachau. Emslandlager. (Tidiga läger, Dachau, Emslandsläger.)
3. Sachsenhausen, Buchenwald, mit Nebenlagern. (Sachsenhausen, Buchenwald, och deras satellitläger.)
4. Flossenbürg, Mauthausen, Ravensbrück.
5. Hinzert, Auschwitz, Neuengamme.
6. Natzweiler, Groß-Rosen, Stutthof.
7. Wewelsburg, Majdanek, Arbeitsdorf, Herzogenbusch (Vught), Bergen-Belsen, Mittelbau-Dora.
8. Riga. Warschau. Kaunas. Vaivara. Plaszów. Klooga. Chełmno. Bełżec. Treblinka. Sobibór.
9. Arbeitserziehungslager, Durchgangslager, Ghettos, Polizeihaftlager, Sonderlager, Zigeunerlager, Zwangsarbeitslager. (Arbets- och omskolningsläger, genomgångsläger, getton, polishäktesläger, specialläger, zigenarläger, tvångsarbetsläger.)